# Phare Akra Katakolon
Le phare Akra Katakolon, également appelé phare Katakolo, est situé à l'extrémité du cap Katakolon, près de près de la ville de Pyrgos (Élide) en Grèce. Il guide les bâtiments pour l'entrée dans le port de Pyrgos. Il est achevé en 1865.

## Caractéristiques
Le phare, une tour octogonale, surmonte l'ancienne maison du gardien. Il s'élève à 49 mètres au-dessus de la mer Ionienne.

## Codes internationaux
- ARLHS[2] : GRE-080
- NGA : 14892
- Admiralty[3] : E 3998

## Source
(en) [PDF] List of lights radio aids and fog signals - 2011 - The west coasts of Europe and Africa, the mediterranean sea, black sea an Azovskoye more (sea of Azov) (la liste des phares de l'Europe, selon la National Geospatial - Intelligence Agency)- Version 2011 - National Geospatial - Intelligence Agency - p. 259

## Lien connexe
Élide